# بهمن (فیلم ۱۹۷۸)
بهمن (انگلیسی: Avalanche) فیلمی به کارگردانی کوری آلن است که در سال ۱۹۷۸ منتشر شد.

## بازیگران
- راک هادسن
- رابرت فورستر
- میا فارو
- جانت نولان
- ریک موزز
- استیو فرنکن
- بری پریموس